# Ballistite

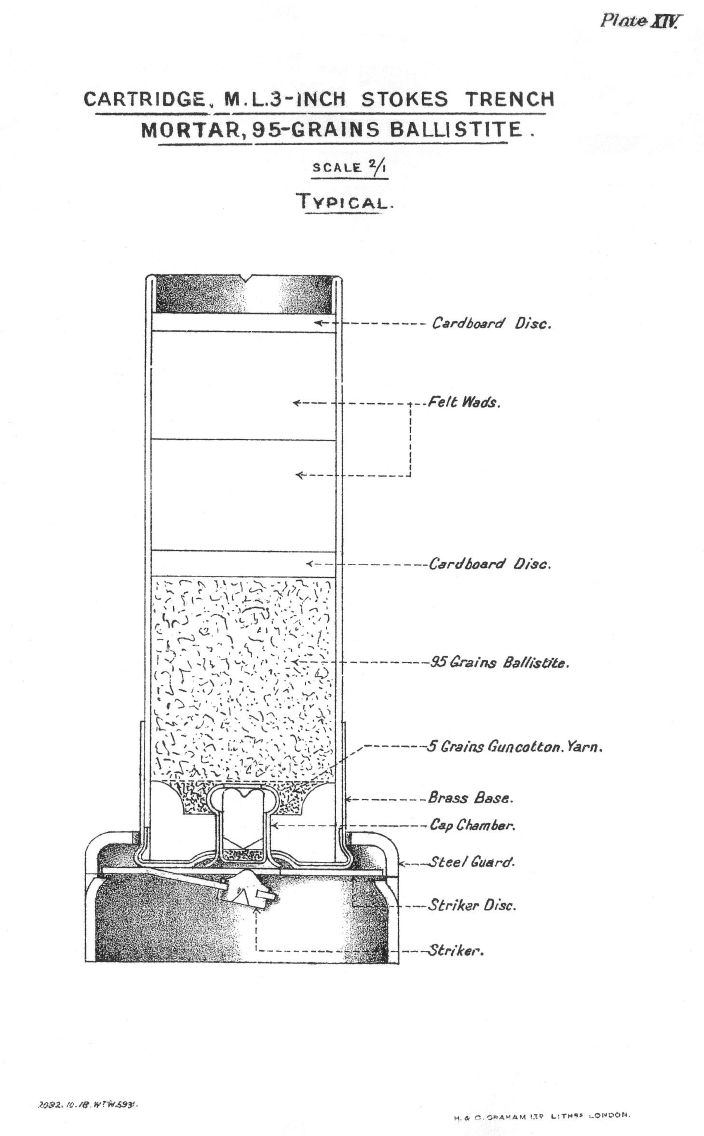
Croquis d'une ballistite.

La ballistite est un explosif inventé en 1887 par Alfred Nobel à la poudrerie impériale de Sevran-Livry[Passage contradictoire]. Il est composé à 10 % de camphre, 45 % de nitroglycérine et 45 % de collodion. Dans le brevet déposé par Nobel, il est question d'une nitrocellulose qui doit être du « bien-connu type soluble ». Avec le temps, le camphre s'évapore et l'explosif devient instable. 
La formule inspira les Britanniques et fut à l'origine de la cordite. Alfred Nobel attaqua les deux chimistes à l'origine de cet explosif car la formule s'approchait sensiblement de son brevet. Il perdit le procès en 1895 car la cordite utilisait de la nitrocellulose solide et non liquide.